# San Fernando-Princesa Mercedes
San Fernando-Princesa Mercedes es un barrio de la ciudad española de Alicante. Según el padrón municipal, cuenta en el año 2022 con una población de 4773 habitantes (2556 mujeres y 2217 hombres). Está delimitado por Polígono de San Blas al norte, Florida Baja y Polígono Babel al sur, Alipark al este, y Florida Alta al oeste. Su código postal es el 03006. Está incluido en el distrito 3 de la capital alicantina.
Su nombre hace referencia, por un lado al antiguo "Cuartel de San Fernando" –conocido popularmente como "Cuartel de Benalúa"–, colindante al barrio y ya derribado, y a la princesa de Asturias María de las Mercedes de Borbón y Habsburgo-Lorena.
La denominación actual de San Fernando choca con la denominación tradicional que ostenta el barrio situado a las faldas del  Monte Tossal, junto al Paseo de Campoamor.
En el barrio existen dos zonas diferenciadas separadas por la calle de Ausó y Monzó. Una conocida como "Princesa Mercedes", delimitada entre la Gran Vía, las vías del ferrocarril –actualmente soterradas– y la calle Princesa Mercedes; y la otra como "Francisco Albert" –por el nombre del promotor que construyó los seis primeros bloques del barrio– comprendida entre las avenidas de Orihuela y de Aguilera y el solar del antiguo cuartel.

## Población
Según el padrón municipal de habitantes de Alicante, la evolución de la población del barrio de San Fernando-Princesa Mercedes en los últimos años, del 2011 al 2022, tiene los siguientes números:
|              | 2011 | 2012 | 2013  | 2014  | 2015  | 2016  | 2017  | 2018 | 2019  | 2020  | 2021  | 2022  |
| ------------ | ---- | ---- | ----- | ----- | ----- | ----- | ----- | ---- | ----- | ----- | ----- | ----- |
| Población    | 4977 | 4970 | 4960  | 4887  | 4923  | 4851  | 4806  | 4812 | 4722  | 4753  | 4743  | 4773  |
| (Diferencia) |      | (-7) | (-10) | (-73) | (+36) | (-72) | (-45) | (+6) | (-90) | (+31) | (-10) | (+30) |